# Josef Tschan

Josef Tschan

Josef Tschan (* 22. Dezember 1844 in Innsbruck; † 1. Juni 1908 ebenda) war ein österreichischer Rechtsanwalt und deutschnationaler Politiker. Er war von 1901 bis 1907 Abgeordneter im Böhmischen Landtag und im österreichischen Reichsrat, zunächst für die Alldeutsche Vereinigung und nach deren Spaltung für die Freialldeutsche Partei. Ab 1907 war er Obmann der deutschnationalen Partei in Tirol.

## Leben
Tschans Eltern waren der Weißgerber Nikolaus Tschan und seine Frau Elisabeth geb. Kirschner. Nach dem Gymnasium in Innsbruck studierte Josef Tschan von 1864 bis 1868 an den Universitäten Prag und Innsbruck Rechtswissenschaft. Mit Johann Kiemann schloss er sich dem Corps Moldavia I an. 1864 wurde er noch im Corps Rhaetia aktiv. 1870 wurde er in Innsbruck zum Dr. iur. promoviert. Nach Jahren als Advokaturskonzipient in verschiedenen böhmischen Städten wurde er 1876 selbst als Advokat zugelassen und praktizierte bis zu seinem Eintritt in den Ruhestand 1904 im nordböhmischen Bilin.
Von 1901 bis 1907 war Tschan Mitglied des Böhmischen Landtages. In der gleichen Zeit gehörte er auch als Abgeordneter des 15. Wahlbezirks böhmischer Städte (Tetschen, Haida u. a.) dem österreichischen Reichsrat (Österreich) an. Dort saß er zunächst im Parlamentsklub der Alldeutschen Vereinigung, wehrte sich aber gegen die straffe Führung durch Georg von Schönerer und Verpflichtung auf programmatische Vorgaben, z. B. ein bundesrechtliches Verhältnis zum Deutschen Reich und die Lossagung von der römisch-katholischen Kirche. Tschan schrieb an Schönerer, die Wähler wollten „selbständig arbeitende Abgeordnete, nicht aber Mamelucken, denen man den Gedankengang“ vorschreibe. Ende Dezember 1901 wurde er auf Betreiben Schönerers aus der Alldeutschen Vereinigung ausgeschlossen.
Am 21. Juni 1903 konstituierten er und vier ebenfalls von der Schönerergruppe abgefallene Reichsratsabgeordnete – Josef Kasper, Franz Kutscher, Raphael Pacher und Franz Schreiter – die Freie Vereinigung der alldeutschen Abgeordneten (kurz Frei-Alldeutsche), die sich später Deutschradikale Partei nannte. Nachdem er 1904 seine Anwaltspraxis aufgegeben hatte, kehrte Tschan in seine Heimatstadt Innsbruck zurück. Die Sommer verbrachte er in Oberaudorf. 1907 war er Gründungsobmann der Deutschnationalen Landespartei in Tirol, die eine Vereinigung der zersplitterten und bei den Tiroler Wahlen schwachen deutschfreiheitlichen Gruppierungen zum Ziel hatte.
Aus seiner 1872 geschlossenen Ehe mit Sofie geb. Geyer gingen ein Sohn und drei Töchter hervor, wobei zwei der Kinder früh verstarben. Die Tochter Margarete heiratete 1901 Alois Seidl, einen Parteikollegen Tschans und späten Professor an der landwirtschaftlichen Akademie in Tetschen-Liebwerd. Drei Jahre zuvor hatte sie ein Verhältnis mit dem verheirateten Karl Hermann Wolf, ebenfalls Politiker der Alldeutschen, gehabt. Diese Affäre führte zu einem Duell zwischen Seidl und Wolf und trug zur Spaltung der Alldeutschen Bewegung bei.
Tschan starb mit 63 Jahren nach einer Magenoperation in Innsbrucks Städtischem Krankenhaus. Der Leichnam wurde in Ulm kremiert, die Urne in Wilten beigesetzt.

## Ehrungen
- Kriegsmedaille (Österreich)
- Denkmünze an die Tiroler Landesverteidigung von 1866